# نظام السعر الحر
نظام الأسعار الحرة أو آلية الأسعار الحرة ( المعروفة بشكل غير رسمي بنظام الأسعار أو آلية الأسعار ) هي آلية لتخصيص الموارد المعتمدة على الأسعار المحددة من خلال التبادل بين العرض والطلب. وتُحدد إشارات الأسعار الناتجة والمتبادلة بين المنتجين والمستهلكين إنتاج الموارد وتوزيعها. وبالتالي فإن نظام الأسعار الحرة يعمل على تنظيم الإمدادات وتوزع الدخل وتخصص الموارد.
يتناقض نظام الأسعار الحرة مع نظام الأسعار المُدارة ، حيث تًحدد الحكومة الأسعار في سوق خاضعة للرقابة . كما يتناقض نظام الأسعار - سواء كان حرًا أو خاضعًا للرقابة - مع التخطيط الاقتصادي المادي وغير النقدي.

## آليات نظام الأسعار الحرة

رسم بياني يوضح الحجة لصالح الأسعار الحرة

في نظام الأسعار الحرة لا تحدد أي وكالة أو مؤسسة الأسعار، بل تُحدد بطريقة لامركزية من خلال الصفقات التي تحدث نتيجة لتطابق أسعار الطلب لدى البائعين مع أسعار العرض التي يحددها المشترين والناتجة عن حكم القيمة الذاتية في اقتصاد السوق. ونظراً لمحدودية موارد المستهلكين في وقت معين، فإنه يُجبر المستهلكين على تلبية احتياجاتهم في تسلسل هرمي تنازلي ووضع أسعار تعكس مدى أهمية مجموعة متنوعة من الاحتياجات. وتنقل هذه المعلومات المتعلقة بالقيم النسبية من خلال إشارات الأسعار إلى المنتجين الذين تكون مواردهم محدودة، وبالتالي تُحدد الأسعار النسبية للخدمات الإنتاجية. وتبادل الأسعار بين هاتين المجموعتين يؤدي الى تحديد القيمة السوقية، والتي تخدم في توجيه عملية تقنين وتخصيص الموارد وتوزيع الدخل.
إن السلع التي تحقق أعلى الأسعار (عند جمعها بين جميع الأفراد) توفر حافرًا للشركات لتوفير هذه السلع وفق تسلسل هرمي تنازلي يتناسب مع الأولوية. ومع ذلك فإن ترتيب هذا التسلسل الهرمي للرغبات ليس ثابتًا، بل يتغير بحسب رغبة المستهلكين. وعندما تزداد رغباتهم لسلعة ما، فإنها تولد ضغوطاً متزايدة ترفع سعر السلعة مع انتقالها إلى موضع أعلى في التسلسل الهرمي. ونتيجة لارتفاع أسعار هذه السلعة تُوجه المزيد من القوى الإنتاجية لتلبية الطلب المدفوع بفرصة تحقيق أرباح أعلى لتلبية هذه الرغبة الاستهلاكية الجديدة. وبعبارة أخرى فإن السعر المرتفع يرسل إشارة سعرية إلى المنتجين، مما يدفعهم الى زيادة العرض إما من خلال قيام نفس الشركات بزيادة الإنتاج أو دخول شركات جديدة إلى السوق، ويؤدي هذا في نهاية المطاف إلى خفض السعر والحافز الربحي لزيادة الإمدادات. وبالتالي فإن السعر المنخفض الجديد يُرسل إشارة سعرية للمنتجين لتقليل الإنتاج، مما يمنع حدوث فائض. ونظراً لندرة الموارد (بما في ذلك العمالة ورأس المال)، فإن إمدادات السلع الأخرى ستنخفض مع تحويل تلك الموارد الإنتاجية من مجالات الإنتاج الأخرى، لتخصيصها لزيادة إنتاج السلعة التي ارتفعت في التسلسل الهرمي لرغبات المستهلكين. ومع تزايد ندرة الموارد ترتفع الاسعار مما ينبه المستهلكين الى ضرورة تقليل الاستهلاك، وهذا يضمن عدم تجاوز الكمية المطلوبة للكمية المعروضة. وبهذه الطريقة يدفع نظام الأسعار الحرة المستهلكين لترشيد الموارد المتناقصة. وبناء على ذلك فإن العرض والطلب يؤثران على السعر، وفي الوقت نفسه يؤثر السعر على العرض والطلب. وإذا ظلت الأسعار مرتفعة بسبب عجز الزيادة في العرض على مواكبة الطلب، فإن هذا يعد اشارة للشركات الأخرى بتوفير سلع بديلة من أجل الاستفادة من فرص الربح.